# ORP Ryś
ORP Ryś  (Lodjuret) var en polsk ubåt. Sedan Polen invaderats av Nazityskland den 1 september 1939, och därmed förlorat sina baser, uppsökte ubåten det neutrala Sverige, där hon förvarades i Mariefred för resten av kriget.

## Historik
Den 2 och 3 september 1939 blev Ryś utsatt för upprepade sjunkbombsanfall vilket fick henne att läcka olja. Hon tog sig till Hels örlogshamn, men där kunde man inte åstadkomma någon annan reparation än att tömma den skadade oljetanken i havet. Patrulleringen till havs fortsatte, men då ubåten saknade tillräckligt med drivmedel för att kunna ta sig till England valde fartygschefen Aleksander Grochowski att gå till Sverige för internering.
Ryś angjorde Sandhamn i gryningen den 18 september, och lotsades därifrån av vedettbåten Nr 75 till Vaxholm, varifrån hon tillsammans med ubåtarna ORP Sęp (Gamen) och ORP Żbik (Vildkatten) senare flyttades till Mariefred i Mälaren.
Ubåtarna överlämnades i oktober 1945 till kommunistregeringen i Polen.

## Bilder

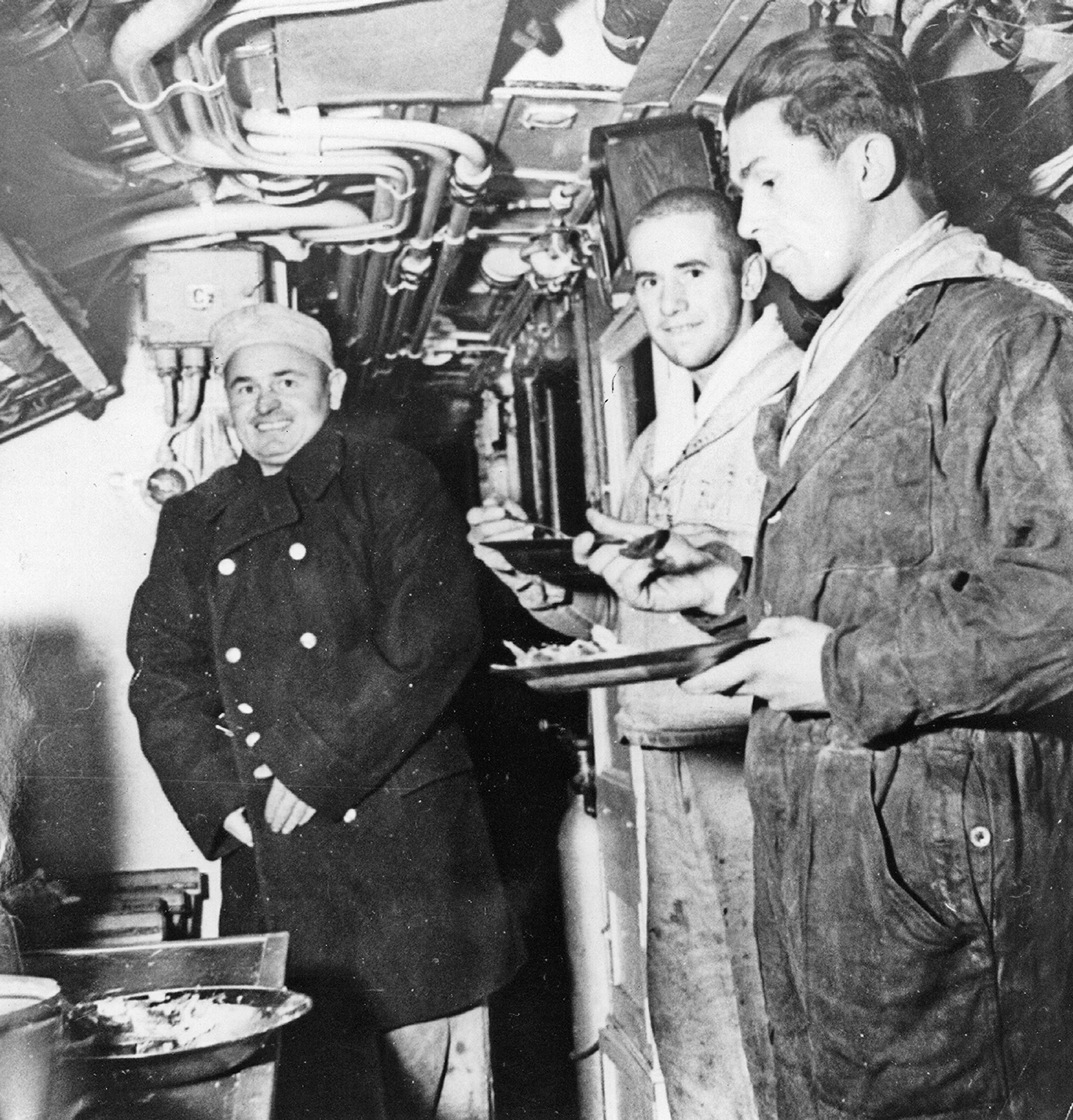
Polska marinsoldater äter middag i ubåten Ryś, 1939.
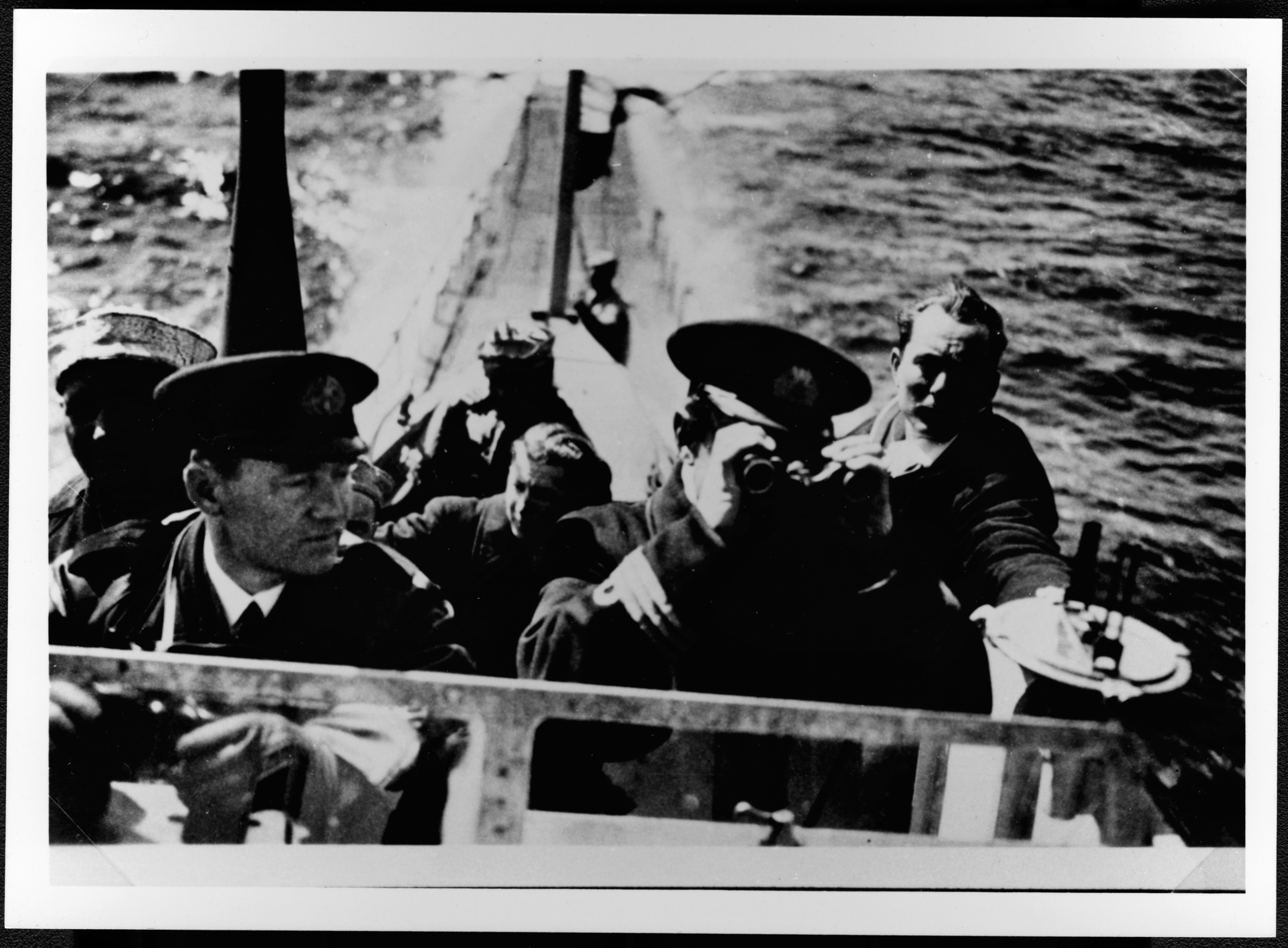
Befälhavare Kapten Grochowsky och vice-chefen Rekner med kikare på den polska ubåten Ryś ute på Östersjön i början av andra världskriget, september 1939.
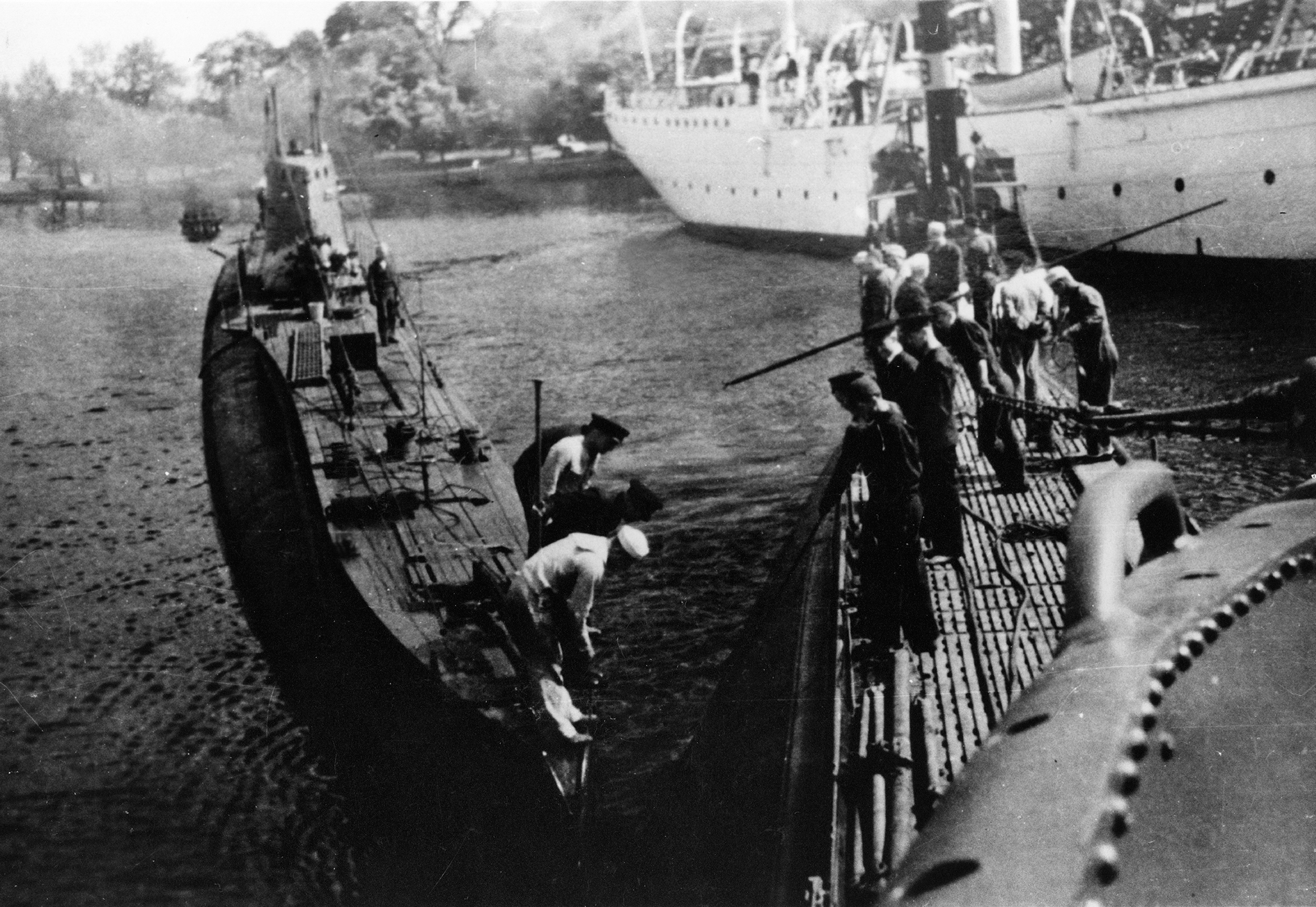
Ubåtarna Sęp, Ryś och Żbik flyttades in till Stockholm för att repareras i april 1940. Besättningarna fick bo på segelfartyget Dar Pomorza, som syns i bakgrunden.
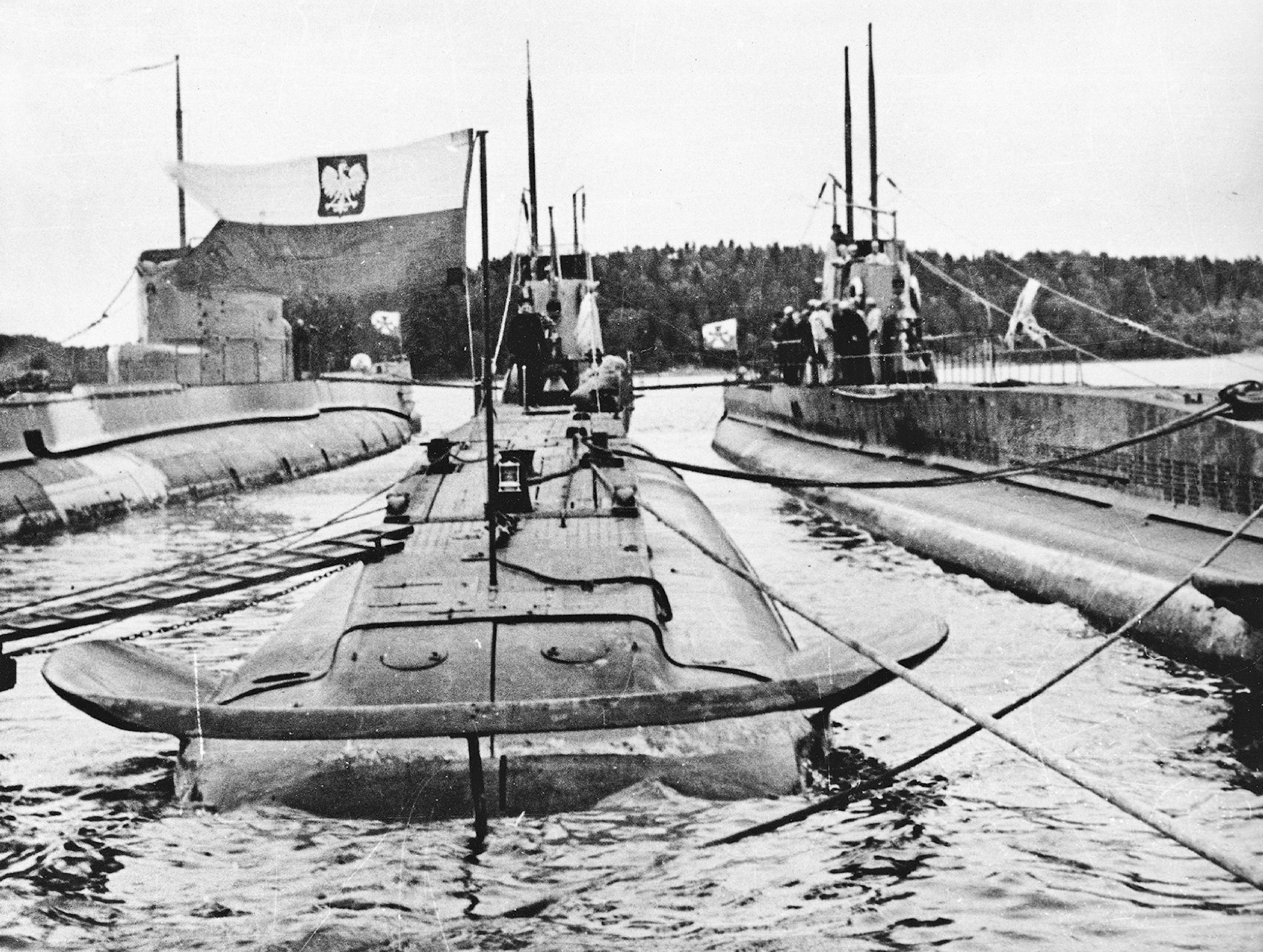
De polska ubåtarna i vattnet vid interneringslägret Marielund. Under hela interneringstiden hissades den polska flaggan varje dag.